# Ivry-sur-Seine
Ivry-sur-Seine (vor 1897 Ivry) ist eine französische Stadt mit 64.526 Einwohnern (Stand 1. Januar 2022) im Département Val-de-Marne in der Region Île-de-France. Die Fläche der Stadt beträgt 6,10 km².

## Geografie
Die Stadt Ivry-sur-Seine befindet sich etwa sieben Kilometer südöstlich des Pariser Stadtzentrums. In Ivry-sur-Seine mündet die Marne in die Seine. Umgeben wird Ivry-sur-Seine von den Nachbargemeinden  Paris im Norden, Charenton-le-Pont im Nordosten, Alfortville im Osten, Vitry-sur-Seine im Süden, Villejuif im Südwesten sowie Le Kremlin-Bicêtre im Westen.

## Geschichte
Ivry-sur-Seine ist eine Ausgrabungsstätte der Cerny-Kultur ([Une fouille archéologique à Ivry-sur-Seine découvre les débuts de l’urbanisation, 4 200 ans avant l’ère chrétienne])
Im 13. Jahrhundert gehörten die Pfarrkirche und eine kleinere benachbarte Kapelle dem im Bourg Saint-Marcel vor den Toren von Paris angesiedelten Kollegiatstift St. Marcel, das dort auch Lehensgüter und Manus-mortua-Güter besaß. Im Jahr 1238 wurden in Ivry, Theodosim (Thiais) und Laiacum oder Laï (L’Haÿ-les-Roses) einhundertfünfzig Untertanen oder mani sowie ihre Frauen, Kinder und weiteren Nachkommen aus der Leibeigenschaft entlassen. Im 19. Jahrhundert wurde das Fort d’Ivry errichtet, das der Verteidigung der Hauptstadt Paris dienen sollte.
Mitte des 19. Jahrhunderts begann die Industrialisierung des Ortes. Er wurde wie zahlreiche Vororte von Paris (banlieue rouge) zu einem Zentrum der Arbeiterbewegung, bis heute stellt die kommunistische PCF den Bürgermeister. In den Jahren 1961 bis 1963 entstand eine Großwohnsiedlung mit dem Namen Cité Gagarine, die vom Namensgeber Juri Gagarin persönlich eingeweiht wurde. Diese wurde ab dem Jahr 2019 abgerissen, um eine neue Siedlung zu erbauen. Die Stadt ist seit dem Zweiten Weltkrieg Anziehungspunkt für Einwanderer, v. a. aus den Antillen, dem Maghreb, Indochina und Subsahara-Afrika.
Am 11. März 1963 fand im Fort d’Ivry die letzte Hinrichtung durch ein Erschießungskommando in Frankreich statt. Bestraft wurde dadurch Jean Bastien-Thiry, Organisator des Attentats auf Charles de Gaulle. Es war zugleich die letzte Verurteilung zum Tode durch ein Militärgericht in Frankreich.

### Bevölkerungsentwicklung
| Jahr                       | 1962   | 1968   | 1975   | 1982   | 1990   | 1999   | 2011   | 2020   |
| Einwohner                  | 54.731 | 60.455 | 62.856 | 55.699 | 53.619 | 50.972 | 58.185 | 64.016 |
| Quellen: Cassini und INSEE |        |        |        |        |        |        |        |        |

## Verkehr
Durch die Metrolinie 7 (Stationen Pierre et Marie Curie und Mairie d’Ivry) sowie die Schnellbahnlinie RER C ist Ivry gut in das Nahverkehrssystem im Großraum Paris eingebunden.
Im Norden der Stadt verläuft die Europastraße 15, die hier ein Teilstück des Boulevard périphérique, der inneren Ringautobahn der französischen Hauptstadt ist.
Der Flughafen Paris-Orly liegt etwa zehn Kilometer südlich von Ivry.

## Sehenswürdigkeiten
Siehe: Liste der Monuments historiques in Ivry-sur-Seine

## Lehre und Forschung
- ESME Sudria
- École supérieure d’informatique, électronique, automatique
- École des technologies numériques appliquées
- Institut polytechnique des sciences avancées
- IONIS School of Technology and Management

## Städtepartnerschaften
- Wear Valley, Durham, Vereinigtes Königreich seit 1962
- Brandenburg an der Havel, Brandenburg, Deutschland seit 1963

## Persönlichkeiten
- Pierre Contant d’Ivry (1698–1777), Architekt des Königs
- René Migeot (1881–unbekannt), Autorennfahrer
- Lucien Gamblin (1890–1972), Fußballspieler und Sportjournalist
- Madeleine Delbrêl (1904–1964), Schriftstellerin und Mystikerin
- Pierre Daix (1922–2014), Résistancekämpfer, Journalist und Schriftsteller
- Jean Renaudie (1925–1981), Architekt, Gründer des Atelier de Montrouge, verantwortlich für Neugestaltung des Stadtzentrums von Ivry
- Jean Vinatier (* 1933), Autorennfahrer
- Catherine Ferry (* 1953), französische Sängerin
- Agnès Thurnauer (* 1962), französische bildende Künstlerin
- Daniel Hager (* 1963), Handballspieler und -trainer
- Mohamed Mokrani (* 1981), französisch-algerischer Handballspieler
- Luc Abalo (* 1984), französischer Handballnationalspieler
- Souleymane Bamba (1985–2024), ivorisch-französischer Fußballspieler
- Armelle Lago (* 1986), französisch-ivorische Fußballspielerin und Anwältin
- Sofiane Hanni (* 1990), französisch-algerischer Fußballspieler
- Annaïg Butel (* 1992), Fußballspielerin
- Mohamad Sylla (* 1993), Fußballspieler ivorischer Herkunft
- Kadidiatou Diani (* 1995), Fußballspielerin
- Garissone Innocent (* 2000), haitianisch-französischer Fußballspieler
- Bradley Locko (* 2002), französisch-kongolesischer Fußballspieler
- Kélian Nsona (* 2002), Fußballspieler
- Hannibal Mejbri (* 2003), französisch-tunesischer Fußballspieler
- Ayman Kari (* 2004), Fußballspieler
- Steve Ngoura (* 2005), französisch-kamerunischer Fußballspieler
- Daouda Traoré (* 2006), französisch-senegalesischer Fußballspieler

### Ehrenbürger
- Reinhold Kietz (1927–1994), Oberbürgermeister der Stadt Brandenburg an der Havel
- Elvira Lippitz (* 1927), Oberbürgermeisterin der Stadt Brandenburg an der Havel
- Franz Dahlem (1892–1981), deutscher KPD- und SED-Politiker
- Ernst Scholz (1913–1986), Minister für Bauwesen der DDR
- Marwan Barghuthi (* 1959), palästinensischer Politiker